# 2711 Aleksandrov
2711 Aleksandrov è un asteroide della fascia principale. Scoperto nel 1978, presenta un'orbita caratterizzata da un semiasse maggiore pari a 3,0037735 UA e da un'eccentricità di 0,1017418, inclinata di 10,27135° rispetto all'eclittica.